# Југославија на избору за Песму Евровизије 1987.
Југославија је учествовала на Песми Евровизије 1987, одржаном у Бриселу, Белгија. Представљала се песмом "Ја сам за плес", коју је извео бенд Нови фосили. На самом такмичењу песма је заузела 4. место са 92 бода.

### Југовизија 1987.
Југословенско национално финале за избор учесника за Песму Евровизије одржано је 7. марта 1987. у Сава центру у Београду, а домаћини су били Дејан Ђуровић и Ивана Станковић.
| Редни бр. | ТВ   | Извођач                   | Песма                   | Поени | Место |
| --------- | ---- | ------------------------- | ----------------------- | ----- | ----- |
| 1         | ТвЉ  | Хазард                    | Носој                   | 0     | 20    |
| 2         | ТвТг | Макадам                   | Усне од нара            | 1     | 18    |
| 3         | ТвЉ  | Мулан Руж                 | Бај Бај Бејби           | 26    | 6     |
| 4         | ТвСк | Калиопи                   | Емануел                 | 19    | 10    |
| 5         | РТНС | Сузана Перовић            | У мени ватру угаси      | 0     | 20    |
| 6         | ТвЉ  | Биг Бен                   | Моја Мари               | 5     | 17    |
| 7         | TвБг | Тереза Кесовија           | Ко ми је крив           | 46    | 3     |
| 8         | ТвПр | Виолета Реџепагић         | Нук те харој            | 0     | 20    |
| 9         | ТвЗг | Група 777                 | Спавај само спавај      | 7     | 15    |
| 10        | ТвЗг | Нови фосили               | Ја сам за плес          | 74    | 1     |
| 11        | РТНС | Црвени кораљи             | Довољно је              | 1     | 18    |
| 12        | ТвТг | Даниел и Ана Сасо         | Опрости ми              | 12    | 12    |
| 13        | ТвЗг | Јосипа Лисац              | Где Дунав љуби небо     | 24    | 8     |
| 14        | ТвПр | Вивиен                    | Федора                  | 10    | 13    |
| 15        | ТвЗг | Андреа и Томица Јамброшић | Пољуби ме               | 0     | 20    |
| 16        | ТвТг | Фамилија                  | Само љубав              | 26    | 6     |
| 17        | ТвСа | Хари Мата Хари            | Небеска краљица         | 8     | 14    |
| 18        | ТвЗг | Мери Трошељ               | Лудо зелена             | 0     | 20    |
| 19        | TвБг | Сузана Манчић             | Време нежности          | 16    | 11    |
| 20        | ТвЗг | Масимо Савић              | Само један дан          | 53    | 2     |
| 21        | ТвСк | Ана Костовска             | Анушка                  | 31    | 5     |
| 22        | TвБг | Беби Дол                  | Зрно нежности           | 43    | 4     |
| 23        | ТвСа | Вајта                     | Опусти се               | 6     | 16    |
| 24        | ТвСа | Индекси                   | Била једном љубав једна | 24    | 8     |

## На Евровизији
На крају гласања песма је добила 92 бода, заузимајући 4. место у пољу од 22 конкурентске земље.
Чланови југословенског жирија били су Федор Јанушић, Валентина Миовска, Љубиша Терзић, Вера Жупанић, Љиљана Љоља, Мирјана Вукчевић, Каролина Савић, Бранислав Китановић, Душан Цинцар, Димитрије Савић, Слободанка Веселиновић.